# Михайловское сельское поселение (Смоленская область)
Михайловское сельское поселение — муниципальное образование в составе Дорогобужского района Смоленской области России.
Административный центр — деревня Ново-Михайловское.
Главой поселения и Главой муниципального образования является Кулешов Александр Владимирович.

## Географические данные
- Расположение: северная часть Дорогобужского района
- Граничит:
  - на севере — с Сафоновским районом
  - на востоке — с Полибинским сельским поселением огибая с севера, запада и востока территорию Верхнеднепровского городского поселения
  - на юге — с Дорогобужским городским поселением
  - на западе — с Фрунзенским сельским поселением.
- По территории поселения проходит автомобильная дорога Р137 Сафоново — Рославль, железнодорожная ветка Сафоново — Дорогобуж, имеется станция Струково.
- Крупные реки: Осьма, Днепр.

## История
Образовано Законом Смоленской области от 20 декабря 2004 года.
Законом Смоленской области от 25 мая 2017 года, в Михайловское сельское поселение c 5 июня 2017 года были включены все населённые пункты упразднённых Васинского, Полибинского и Фрунзенского сельских поселений.

## Экономика
ЗАО «Шаломинское» — тепличный комбинат.

## Население
| 2011  | 2012  | 2013  | 2014  | 2015 | 2016 | 2017 |
| ----- | ----- | ----- | ----- | ---- | ---- | ---- |
| 751   | ↘728  | ↘715  | ↘690  | ↘683 | ↘664 | ↘633 |
| 2018  | 2019  | 2020  | 2021  |      |      |      |
| ↗1731 | ↘1682 | ↘1634 | ↗1833 |      |      |      |

## Населённые пункты
На территории поселения находятся 46 населённых пунктов:
| №  | Населённый пункт              | Тип      | Население |
| -- | ----------------------------- | -------- | --------- |
| 1  | Абрамово                      | деревня  | 6         |
| 2  | Бабаедово                     | деревня  | 3         |
| 3  | Белавка                       | деревня  | 123       |
| 4  | Бизюково                      | деревня  | 52        |
| 5  | Болдино                       | деревня  | 29        |
| 6  | Борздилово                    | деревня  | 3         |
| 7  | Будка железной дороги 21-й км | деревня  | 5         |
| 8  | Василисино                    | деревня  | 7         |
| 9  | Васино                        | деревня  | 241       |
| 10 | Вороново                      | деревня  | 2         |
| 11 | Городок                       | деревня  | 4         |
| 12 | Деревенщики                   | деревня  | 11        |
| 13 | Егорьево                      | деревня  | 5         |
| 14 | Елисеенки                     | деревня  | 4         |
| 15 | Ивановское                    | деревня  | 2         |
| 16 | Ивонино                       | деревня  | 26        |
| 17 | Карачарово                    | деревня  | 0         |
| 18 | Клешники                      | деревня  | 0         |
| 19 | Кузнецово                     | деревня  | 12        |
| 20 | Лелявино                      | деревня  | 0         |
| 21 | Ленкино                       | деревня  | 0         |
| 22 | Леоньково                     | деревня  | 4         |
| 23 | Мамыркино                     | деревня  | 19        |
| 24 | Мартынково                    | деревня  | 14        |
| 25 | Милоселье                     | деревня  | 5         |
| 26 | Молодилово                    | деревня  | 1         |
| 27 | Никулино                      | деревня  | 4         |
| 28 | Ново-Михайловское             | деревня  | 277       |
| 29 | Новый Двор                    | деревня  | 0         |
| 30 | Полибино                      | деревня  | 136       |
| 31 | Полижакино                    | деревня  | 0         |
| 32 | Прослище                      | деревня  | 15        |
| 33 | Пушкарево                     | деревня  | 70        |
| 34 | Роги                          | деревня  | 0         |
| 35 | Рязань                        | деревня  | 3         |
| 36 | Садовая                       | деревня  | 433       |
| 37 | Самцово                       | деревня  | 19        |
| 38 | Селюшки                       | деревня  | 1         |
| 39 | Славково                      | деревня  | 10        |
| 40 | Соколово                      | деревня  | 12        |
| 41 | Ставково                      | деревня  | 29        |
| 42 | Струково                      | деревня  | 165       |
| 43 | Струково                      | станция  | 4         |
| 44 | Филино                        | деревня  | 4         |
| 45 | Шаломино                      | деревня  | 331       |
| 46 | Щербинино                     | деревня. | 2         |

### Упразднённые населённые пункты
- Воронино (2010 год)[15], Мендерево (2010 год)[15]